# Schutzstaffel

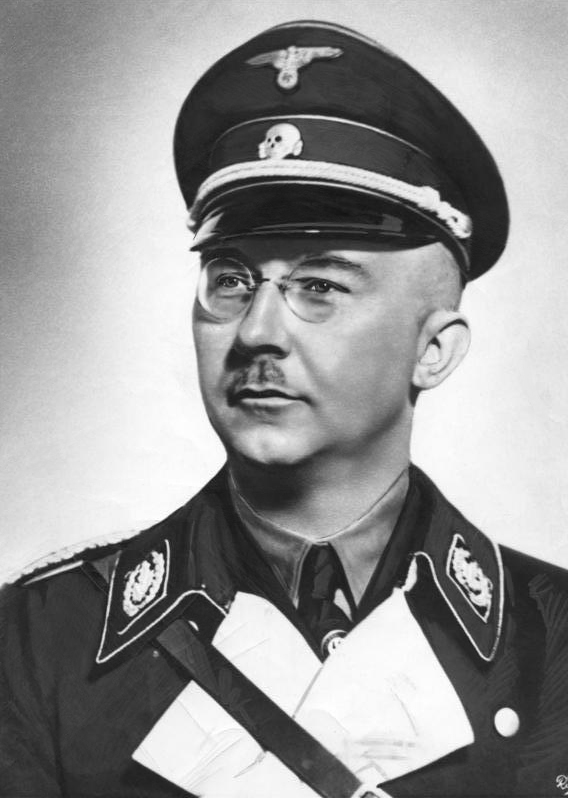
Heinrich Himmler fue el Reichsführer-SS desde 1929 hasta 1945.

Las Schutzstaffel ([ˈʃʊtsˌʃtafəl]ⓘ, lit. Escuadrón de protección; abreviado SS y estilizado durante su existencia con las runas armanas ᛋᛋ) fue una organización paramilitar, policial, política, penitenciaria y de seguridad al servicio de Adolf Hitler y del Partido Nacionalsocialista Obrero Alemán (NSDAP) en la Alemania nazi, y después por toda la Europa ocupada por los alemanes durante la Segunda Guerra Mundial.
Comenzó como una pequeña unidad de guardia conocida como Saal-Schutz, compuesta por voluntarios del NSDAP para ofrecer seguridad en las reuniones del partido en Múnich. En 1925, Heinrich Himmler se unió a la unidad, que para ese entonces ya había sido reformada y adoptado su nombre definitivo. Bajo su dirección (1929-1945) pasó de ser una pequeña organización de tipo milicia política a convertirse en uno de los organismos más poderosos de la Alemania nazi. Desde 1929 hasta el colapso del régimen en 1945, las SS fueron la principal agencia de seguridad, vigilancia masiva y terrorismo de Estado dentro de Alemania y en los territorios ocupados por esta en Europa.
Sus dos grupos constituyentes principales fueron Allgemeine SS (SS General) y Waffen-SS (SS Armadas). La Allgemeine SS fue responsable de ejecutar la política racial de la Alemania Nazi y actuaba como policía general, mientras que las Waffen-SS consistieron en tropas de combate dentro de las fuerzas armadas alemanas. Un tercer grupo, las SS-Totenkopfverbände, dirigía los campos de concentración y exterminio. Otras subdivisiones de las SS fueron la Gestapo (policía secreta) y el Sicherheitsdienst (servicio de inteligencia). Sus cometidos abarcaban desde la detección de potenciales enemigos del Estado nazi, la neutralización de cualquier oposición y la vigilancia del compromiso del pueblo alemán con la ideología nazi, así como proporcionar servicio de inteligencia dentro y fuera del país.
Las SS fueron la principal organización encargada de la ejecución de la solución final de la judería europea en el Holocausto, y responsable del asesinato genocida de millones de personas de minorías étnicas europeas, entre judíos, eslavos y gitanos. Los miembros de todas sus ramas cometieron crímenes de guerra y de lesa humanidad durante la Segunda Guerra Mundial (1939-1945). Asimismo, las SS estuvieron implicadas en empresas comerciales y explotaron a los internos de los campos de concentración como trabajadores esclavos. Después de la derrota de la Alemania nazi, las SS y el NSDAP fueron procesados en los Juicios de Núremberg por ser organizaciones criminales. Ernst Kaltenbrunner, el oficial de más alto rango de las SS superviviente al conflicto, fue declarado culpable de crímenes de lesa humanidad por ese tribunal y ahorcado en 1946.

## Orígenes
En 1923, el Partido Nazi liderado por Adolf Hitler había creado una pequeña unidad de guardia voluntaria conocida como Saal-Schutz (Seguridad de Salón) para brindar seguridad en sus reuniones en Múnich. El mismo año, Hitler ordenó la formación de una pequeña unidad de guardaespaldas dedicada a su servicio personal. Deseaba que estuviera separada de la "masa sospechosa" del partido, que incluía al grupo paramilitar Sturmabteilung ("Batallón de Tormenta"; SA), en el que no confiaba. La nueva formación fue designada como Stabswache (Personal de Guardia). Originalmente la unidad estaba compuesta por ocho hombres, comandados por Julius Schreck y Joseph Berchtold, y estaba modelada como la Marinebrigade Ehrhardt, un Freikorps de la época. La unidad fue renombrada como Stoßtrupp-Hitler (Tropas de Choque de Hitler) en mayo de 1923.
La Stoßtrupp fue desarticulada tras el Putsch de la Cervecería de 1923, un intento del Partido Nazi de alcanzar el poder en Múnich. En 1925, Hitler ordenó a Schreck organizar una nueva unidad de guardaespaldas, el Schutzkommando (Comando de Protección). Tenía la tarea de brindar protección personal a Hitler en funciones y eventos del partido. El mismo año, fue expandida como organización nacional y renombrada sucesivamente como Schutzkommando (Escuadrón Tormenta) y Schutzstaffel (Escuadrón de Protección; SS). Oficialmente, las SS marcaron su fundación el 9 de noviembre de 1925 (el segundo aniversario del Putsch de la Cervecería). Las nuevas SS protegían a los líderes del partido a través de Alemania. La unidad de protección personal de Hitler de las SS se amplió posteriormente para incluir unidades de combate.

### Primeros comandantes
Schreck, un miembro fundador de las SA y confidente de Hitler, se convirtió en el primer jefe de las SS en marzo de 1925. El 15 de abril de 1926 Joseph Berchtold le sucedió como jefe de las SS. Berchtold cambió el título de su oficina a Reichsführer-SS (Líder del Reich-SS). Berchtold fue considerado más dinámico que su predecesor pero se sintió cada vez más frustrado por la autoridad que las SA tenían sobre las SS. Esto lo llevó a transferir el liderazgo de las SS a su adjunto, Erhard Heiden, el 1 de marzo de 1927.. Bajo el liderazgo de Heiden, se impuso un código de disciplina más estricto del que se habría tolerado en las SA.
Entre 1925 y 1929, las SS estaban consideradas como un pequeño Gruppe (batallón) de las SA. Salvo en el área de Múnich, las SS fueron incapaces de mantener el impulso de su número de miembros, que disminuyeron de 1000 a 280 a medida que las SA continuaban su rápido crecimiento. Mientras Heiden intentaba evitar que las SS se disolvieran, Heinrich Himmler se convirtió en delegado de las mismas en septiembre de 1927. Himmler mostró mejores capacidades organizativas que Heiden. Las SS establecieron un número de Gaue (regiones o provincias). Las SS-Gaue consistían en el SS-Gau Berlín, SS-Gau Berlín Brandeburgo, SS-Gau Franconia, SS-Gau Baja Baviera, SS-Gau Renania-Sur y SS-Gau Sajonia.

### Designación de Himmler
Con la aprobación de Hitler, Himmler asumió la posición de Reichsführer-SS en enero de 1929. Hay diferentes relatos sobre el motivo del despido de Heiden de su puesto como jefe de las SS. El partido anunció que era por "motivos familiares". Bajo el mando de Himmler, las SS se expandieron y ganaron más apoyo. Él consideraba a las SS una élite, una organización nacional socialista impulsada ideológicamente, una "fusión de caballeros teutónicos, jesuitas y samuráis japoneses". Su objetivo final era convertir a las SS en la organización más poderosa de Alemania y en la rama más influyente del partido. Él expandió las SS hasta los 3000 miembros en sus primer año como líder.
En 1929 la SS-Hauptamt (la oficina principal de las SS) se expandió y se reorganizó en cinco oficinas principales para encargarse de la administración general, el personal, las finanzas, la seguridad y los asuntos raciales. Al mismo tiempo, las SS-Gaue fueron divididas en tres SS-Oberführerbereiche áreas llamadas SS-Oberführerbereich Este, SS-Oberführerbereich Oeste, and SS-Oberführerbereich Sur. Los niveles inferiores de las SS se mantuvieron prácticamente sin cambios. Aunque oficialmente todavía se consideraba una suborganización de las SA y era responsable ante el Stabschef (Jefe de Personal de las SA), también fue durante esta época cuando Himmler comenzó a establecer la independencia de las SS de las SA. Las SS crecieron en tamaño y poder debido a su lealtad exclusiva a Hitler, a diferencia de las SA, que eran vistas como semiindependientes y una amenaza a la hegemonía de Hitler sobre el partido, principalmente porque exigían una "segunda revolución" más allá de la que había llevado al partido nazi al poder. A finales de 1933, las SS alcanzaron la cifra de los 209 000 miembros. Bajo el liderazgo de Himmler, las SS continuaron acumulando mayor poder a medida que se les asignaban cada vez más funciones estatales y de partido a su jurisdicción. Con el tiempo, las SS pasaron a responder sólo ante Hitler, una evolución típica de la estructura organizativa de todo el régimen nazi, donde las normas legales fueron reemplazadas por acciones emprendidas bajo el Führerprinzip (principio del líder), según el cual Hitler estaba considerado por encima de la ley.
En la segunda mitad de 1934, Himmer supervisó la creación de las SS-Junkerschule, instituciones donde los candidatos a oficiales de las SS recibían entrenamiento, adoctrinamiento político e ideológico e instrucción militar. La capacitación destacó la crueldad y la dureza como parte del sistema de valores de las SS, lo que ayudó a fomentar un sentido de superioridad entre los hombres y les enseñó confianza en sí mismos. Las primeras de estas escuelas se establecieron en Bad Tölz y Brunswick, abriéndose luego otras escuelas en Klagenfurt y Praga durante la guerra.

### Ideología
Las SS fue vista como la unidad élite del Partido Nazi. Para el mantenimiento de la política racial de la Alemania nazi, en los primeros días todos los candidatos a oficiales de las SS tenían que probar que tenían ancestros arios hasta 1750 y para otros cargos hasta 1800. Una vez que la guerra empezó y se hizo más difícil confirmar los ancestros, la regulación fue enmendada para probar solamente que los abuelos del candidato eran arios como se detallaba en las Leyes de Núremberg. Otros requisitos eran la completa obediencia al Führer y el compromiso con el pueblo y la nación alemanas. Himmler también trató instituir criterios físicos basados en la apariencia y en la altura, pero estos requisitos sólo se aplicaron de manera laxa y más de la mitad de los hombres de las SS no cumplían los criterios. Se proporcionaron incentivos como salarios más altos y casas más grandes a los miembros de las SS, ya que se esperaba que produjeran más hijos que la familia alemana promedio como parte de su compromiso con la doctrina del Partido Nazi.
Se enfatizó el compromiso con la ideología de las SS durante todo el proceso de reclutamiento, membresía y capacitación. Los miembros de las SS fueron adoctrinados en la política racial de la Alemania nazi y se les enseñó que era necesario sacar de Alemania a las personas consideradas inferiores por esa política.
Los rituales esotéricos y la concesión de regalías e insignias por hitos en la carrera del hombre de las SS impregnaron aún más a los miembros de las SS de la ideología nazi. Se esperaba que los miembros renunciasen a su fe cristiana y la Navidad fue reemplazada con una celebración del solsticio. Las bodas en las iglesias fueron reemplazadas por la SS Eheweihen, una ceremonia pagana inventada por Himmler. Estos ritos pseudo-religiosos y estas ceremonias a menudo tenían lugar cerca de monumentos dedicados a las SS o en lugares especiales escogidos por las SS. En 1933, Himmler adquirió el Castillo de Wewelsburg, en Westfalia. Inicialmente pretendía que se utilizara como centro de entrenamiento de las SS, pero su función pasó a incluir la celebración de cenas de las SS y rituales neopaganos.
En 1936 Himmler escribió en el panfleto "Las SS como una organización de lucha anti-bolchevique" lo siguiente:

Nos aseguraremos de que nunca más en Alemania, el corazón de Europa, la revolución judío-bolchevique de los subhumanos pueda ser encendida desde dentro o a través de emisarios desde fuera.

La ideología de las SS incluía la aplicación de la brutalidad y el terror como solución a los asuntos políticos y militares. Las SS enfatizaron la total lealtad y obediencia a las órdenes hasta la muerte. Hitler utilizó esto como una poderosa herramienta para promover sus objetivos y los del Partido Nazi. A las SS se les confió la comisión de crímenes de guerra como el asesinato de civiles judíos. Himmler escribió una vez que un hombre de las SS "no duda ni un solo instante, sino que ejecuta sin cuestionar" cualquier Führer-Befehl (orden del Führer). Su lema oficial era "Meine Ehre heißt Treue" (Mi honor se llama lealtad).
Como parte de sus funciones centradas en la raza durante la Segunda Guerra Mundial, las SS supervisaron el aislamiento y desplazamiento de judíos de las poblaciones de los territorios conquistados, confiscando sus bienes y deportándolos a campos de concentración y guetos, donde eran utilizados como mano de obra esclava o inmediatamente asesinados. Escogidos para implementar la solución final ordenada por Hitler, las SS fueron responsables del asesinato institucional y el democidio de más de 20 millones de personas, incluidos entre 5,2 y 6 millones de judíos (en el Holocausto), 10,5 millones de eslavos y 258 000 gitanos. Las SS estuvieron involucradas en asesinatos de personas consideradas amenazas a la higiene racial nazi o a la ideología nazi, incluyendo discapacitados mentales o físicos, homosexuales y disidentes políticos. Miembros de sindicados, todos los afiliados a grupos (religiosos, políticos, sociales o de otro tipo) considerados como opuestos al régimen y aquellos cuyas opiniones contradecían los objetivos del gobierno del Partido Nazi fueron detenidos en grandes cantidades; entre estos había clérigos de todas las religiones, tesigos de Jehová, masones, comunistas y rotarios. Según las sentencias dictadas en los juicios de Nuremberg, así como muchas investigaciones y juicios por crímenes de guerra realizados desde entonces, las SS fueron responsables de la mayoría de los crímenes de guerra nazis. Fue la principal organización que llevó a cabo el Holocausto.

## En la Alemania anterior a la guerra
Después de que Hitler llegase al poder el 30 de enero de 1933, las SS fueron consideradas una organización estatal y una rama del gobierno. La aplicación de la ley pasó gradualmente a ser competencia de las SS y muchas organizaciones de las SS pasaron a ser de facto agencias gubernamentales.
Las SS establecieron un Estado policial dentro de la Alemania nazi usando la policía secreta y las fuerzas de seguridad controladas por Himmler para suprimir la resistencia a Hitler. En su cargo de ministro presidente de Prusia, Hermann Göring creó en 1933 una policía secreta prusiana, la Geheime Staatspolizei o Gestapo, y escogió a Rudolf Diels como cabeza de la misma. Preocupado porque Diels no fuera lo suficientemente despiadado como para utilizar la Gestapo eficazmente para contrarrestar el poder de las SA, Göring entregó su control a Himmler el 20 de abril de 1934. En esa misma fecha, en una desviación de la práctica alemana de larga data de que la aplicación de la ley era un asunto estatal y local, Hitler nombró a Himmler jefe de toda la policía alemana fuera de Prusia. Himmler nombró a su adjunto y protegido Reinhard Heydrich jefe de la Gestapo el 22 de abril de 1934. Heydrich también continuó como cabeza del Sicherheitsdienst (SD; servicio de seguridad).

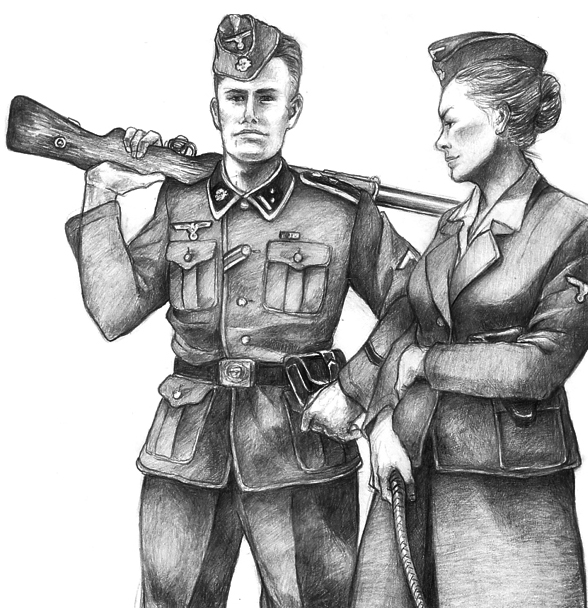
Arte conceptual de un soldado de las SS junto a una SS-Aufseherin (guardia femenina).

La transferencia de la Gestapo de Himmler fue parte del preludio de la Noche de los Cuchillos Largos, en la cual la mayoría de los líderes de las SA fueron arrestados y subsecuentemente ejecutados. Las SS y la Gestapo llevaron a cabo la mayoría de los asesinatos. El 20 de julio de 1934 Hitler separó las SS de las SA, que no volvieron a ser una fuerza influente después de la purga. Las SS pasaron a ser un cuerpo de élite del Partido Nazi que solo respondía ante Hitler. El título de Reichsführer-SS de Himmler ahora se convirtió en su rango real, y el rango más alto en las SS, equivalente al rango de mariscal de campo en el ejército (su rango anterior era Obergruppenführer). A medida que crecían la posición y la autoridad de Himmler, también crecía su rango.
El 17 de junio de 1936 todas las fuerzas de policía de Alemania se unieron bajo la supervisión de Himmler y las SS. Himmler y Heydrich se convirtieron así en dos de los hombres más poderosos de la administración del país. Las fuerzas de policía y de inteligencia puestas bajo su control administrativo incluían la SD, la Gestapo, la Kriminalpolizei (Kripo; policía de investigación criminal) y la Ordnungspolizei (Orpo; policía regular uniformada). Como jefe de policía, Himmler estaba nominalmente subordinado al ministro del Interior Wilhelm Frick. En la práctica, como las SS solo respondían ante Hitler, la fusión de facto de las SS y la policía hizo que la policía fuera independiente del control de Frick. En septiembre de 1939, la policía y las agencias de seguridad, incluyendo la Sicherheitspolizei (SiPo; policía de seguridad) y el SD (pero no el Orpo), fueron consolidadas en la Oficina Central de Seguridad del Reich (Reichssicherheitshauptamt o RASHA), a cargo de Heydrich. Esto amplió más la autoridad colectiva de las SS.
Durante la Noche de los Cristales Rotos (9–10 de noviembre de 1938) los servicios de seguridad de las SS coordinaron clandestinamente la violencia contra los judíos. Mientras las SS, Gestapo, SD, Kripo, SiPo y policía regular Hicieron lo que pudieron para garantizar que, aunque las sinagogas y los centros comunitarios judíos fueran destruidos, los negocios y viviendas de propiedad judía permanecieran intactos para que luego pudieran ser confiscados. Al final, miles de negocios, hogares y cementerios judíos fueron vandalizados y saqueados, particularmente por miembros de las SA. Entre 500 y 1000 sinagogas fueron destruidas, en su mayoría por incendios provocados. El 11 de noviembre, Heydrich informó de un número de muertos de 36 personas, pero evaluaciones posteriores cifraron el número de muertes en hasta dos mil. Por orden de Hitler, alrededor de 30 000 hombres judíos fueron arrestados y enviados a campos de concentración el 16 de noviembre. Hasta 2500 de estas personas murieron en los meses siguientes. Entonces el Estado, con las SS, endureció su campaña de terror contra opositores políticos y religiosos, a quienes encarcelaron sin juicio ni supervisión judicial por motivos de «seguridad, reeducación o prevención».
En septiembre de 1939, la autoridad de las SS se amplió aún más cuando el oficial superior de las SS en cada distrito militar también se convirtió en su jefe de policía. Muchos de estos líderes policías de las SS tenían el rango de SS-Gruppenführer o superior y respondían directamente ante Himmler en todos los asuntos de las SS de su distrito. Su función era vigilar a la población y supervisar las actividades de los hombres de las SS dentro de su distrito. Si declaraban una emergencia, podían pasar por alto las oficinas administrativas del distrito para ejercer el control operativo mediante las SS, SD, SiPo, SS-Totenkopfverbände (SS-TV; guardias de campos de concentración) y Orpo.

### Guardaespaldas personales de Hitler
A medida que las SS crecieron en tamaño e importancia, también lo hicieron las fuerzas de protección personal de Hitler. Se asignaron tres grupos principales de las SS para proteger a Hitler. En 1933 su unidad de personal de guardaespaldas más grande (que había sido llamada previamente 1.º SS-Standarte) fue llamada a Berlín para reemplazar a la Guardia de la Cancillería del Ejército que protegía a los cancilleres de Alemania. Sepp Dietrich comandó la nueva unidad, que había sido llamada también SS-Stabswache Berlín. El nombre fue cambiado a SS-Sonderkommando Berlín. En noviembre de 1933 el nombre fue cambiado nuevamente como Leibstandarte Adolf Hitler. En abril de 1934, Himmler modificó el nombre a Leibstandarte SS Adolf Hitler (LSSAH). La LSSAH guardó las residencias privadas de Hitler y sus oficinas, proveyendo también de un radio de protección a sus visitantes. Hombres de la LSSAH vigilaban en puestos de centinela en las entradas de la antigua Cancillería del Reich y en la nueva Cancillería del Reich. El número de guardias de la LSSAH aumentaba durante los eventos especiales. En la residencia de Berghof, que Hitler tenía en Obersalzberg, había un gran contingente de la LSSAH patrullando así como una gran zona de seguridad delimitada.
De 1941 en adelante, la Leibstandarte se convirtió en cuatro entidades distintas: la división de Waffen-SS (desconectada de la protección de Hitler y formación de las Waffen-SS), la Guardia de la Cancillería de Berlín, el regimiento de seguridad de las SS asignado a Obersalzberg y un cuerpo de guardia con base en Múnich para cuando Hitler visitaba la Casa Parda del Partido Nazi en la ciudad. Aunque la unidad estaba nominalmente bajo Himmler, Dietrich era el verdadero comandante y se encargaba de la administración del día a día.
Otras dos unidades componían el círculo de protección de Hitler. El SS-Begleitkommando des Führers (Comando de Escolta del Führer), formado en febrero de 1932, servía como escolta de protección de Hitler mientras estaba viajando. Esta unidad consistía en ocho hombres que servían a lo largo de todas las horas protegiendo a Hitler en turnos. Posteriormente, el SS-Begleitkommando se expandió y se convirtió en el Führerbegleitkommando (Comando de Escolta del Führer; FBK). Continuó bajo mando separado y siguió siendo responsable de la protección de Hitler. El Führer Schutzkommando (Comando de Protección del Führer; FSK) fue una unidad de protección fundada por Himmler en marzo de 1933. Originalmente, solo estaba a cargo de proteger a Hitler mientras estaba en Baviera. A comienzos de 1934 este reemplazó al SS-Begleitkommando protegiendo a Hitler en toda Alemania. El FSK fue renombrado como Reichssicherheitsdienst (Servicio de Seguridad del Reich; RSD) en agosto de 1935. Johann Rattenhuber, jefe del RSD, la mayoría de las veces recibía órdenes directamente de Hitler. El jefe del FBK del momento actuaba como su delegado. Siempre que Hitler estaba en un lugar residiendo, los miembros del RSD y del FBK estaban presentes. Hombres del RSD patrullaban los terrenos y los hombres del FBK proveían de seguridad más cercana dentro. El RSD y el FBK trabajaron juntos para la seguridad y la protección personal de Hitler durante sus viajes y sus eventos públicos, pero operaban como dos grupos diferentes y usaban vehículos separados. Por marzo de 1938, ambas unidades llevaban el uniforme gris de campo estándar de las SS. El uniforme del RSD llevaba el símbolo con forma de diamante del SD en el inferior de la manga izquierda.

### En los campos de concentración
Las SS estaban estrechamente asociadas con el sistema de campos de concentración de la Alemania nazi. El 26 de junio de 1933, Himmler nombró al SS-Oberführer Theodor Eicke comandante del campo de concentración de Dachau, uno de los primeros campos de concentración nazis. Fue creado para aunar numerosos campos pequeños que habían creado varias agencias policiales y el Partido Nazi para albergar a prisioneros políticos. La estructura organizativa que Eicke instituyó en Dachau sirvió de modelo para todos los campos de concentración posteriores. Después de 1934, Eicke fue nombrado comandante de las SS-Totenkopfverbände (SS-TV), la formación de las SS responsable de administrar los campos de concentración bajo la autoridad de las SS y Himmler. Conocidas como las "Unidades de la Calavera", las SS-TV se organizaron al principio como varios batallones, cada uno de ellos con base en uno de los principales campos de concentración de Alemania. El liderazgo en los campos se dividió en cinco departamentos: comandante y ayudante, división de asuntos políticos, custodia protectora, administración y personal médico. En 1935, Himmler obtuvo la aprobación de Hitler y las financiación necesaria para establecer y operar campos adicionales. En seis campos de concentración (Buchenwald, Dachau, Flossenbürg, Mauthausen, Ravensbrück y Sachsenhausen) existían viviendas para 21 400 reclusos (en su mayoría prisioneros políticos) al comienzo de la guerra en septiembre de 1939. Al final de la guerra, se habían creado cientos de campos de diferentes tamaños y funciones, que albergaba a casi 715 000 personas, la mayoría de las cuales fueron atacadas por el régimen debido a su raza. La población de los campos de concentración aumentó a la par de las derrotas sufridas por el régimen nazi; cuanto peor parecía la catástrofe, mayor era el miedo a la subversión, lo que llevó a las SS a intensificar su represión y terror.

## En la guerra
Al estallar la Segunda Guerra Mundial, las SS se habían consolidado hasta su forma final, que comprendía tres organizaciones principales: la Allgemeine SS, la SS-Totenkopfverbände y las Waffen-SS, que fueron fundadas en 1934 como SS-Verfügungstruppe (SS- VT) y renombradas en 1940. Las Waffen-SS evolucionaron hasta ser un segundo ejército alemán junto a la Wehrmacht y operaban en tándem con ella, especialmente con el Heer (fuerzas terrestres). Sin embargo, nunca obtuvieron una total "independencia de mando", ni fueron nunca un "rival serio" para el ejército alemán. Los miembros nunca pudieron unirse a las filas del Alto Mando alemán y dependían del ejército para obtener armamento y equipo pesado. Aunque los rangos de las SS generalmente tenían equivalentes en otros servicios, el sistema de rangos de las SS no copiaba los utilizados por las ramas de la Wehrmacht sino que se inspiraba en los Freikorps y las SA posteriores a la Primera Guerra Mundial. Esto se hizo principalmente para enfatizar que las SS eran independientes de la Wehrmacht.

### Invasión de Polonia
En la invasión de Polonia de septiembre de 1939, la LSSAH y la SS-VT lucharon como regimientos de infantería móviles separados. La LSSAH se hizo famosa por incendiar pueblos sin justificación militar. Miembros de la LSSAH cometieron crímenes de guerra en numerosas ciudades, incluyendo el asesinato de 50 polacos judíos Błonie y la masacre de 200 civiles, incluyendo niños, que fueron ametrallados en Złoczew. También hubo fusilamientos en Bolesławiec, Torzeniec, Goworowo, Mława y Włocławek. Algunos altos miembros de la Wehrmacht no estaban convencidos de que estas unidades estuvieran completamente preparadas para el combate. Estas unidades asumieron riesgos innecesarios y tuvieron una tasa de bajas mayor que las del ejército. El Generaloberst Fedor von Bock fue bastante crítico; tras una visita en abril de 1940 una división de las SS-Totenkopf apreció que su entrenamiento para la batalla era "insuficiente". Hitler pensó que la crítica era típica de la "concepción anticuada de la caballerosidad" del ejército. En su defensa, las SS insistieron en que sus formaciones armadas se habían visto obstaculizadas por tener que luchar poco a poco y estaban mal equipadas por el ejército.
Después de la invasión, Hitler confió a las SS acciones de exterminio con los nombres en código de Operación Tannenberg y AB-Aktion para eliminar a los líderes potenciales que pudieran formar una resistencia a la ocupación alemana. Los asesinatos fueron cometidos por Einsatzgruppen (grupos de trabajo; grupos de despliegue), asistidos por grupos paramilitares locales. Los hombres de las unidades Einsatzgruppen procedían de las SS, el SD y la policía. A finales de 1939, unos 65 000 civiles polacos, entre ellos activistas, intelectuales, académicos, profesores, actores, ex oficiales y otros, fueron asesinados. Cuando los dirigentes del ejército registraron quejas sobre la brutalidad infligida por los Einsatzgruppen, Heydrich les informó que estaba actuando "de acuerdo con la orden especial del Führer"." El primer fusilamiento masivo sistemático de judíos por parte de los Einsatzgruppen tuvo lugar el 6 de septiembre de 1939 durante el ataque a Cracovia.
Satisfecho con su desempeño en Polonia, Hitler permitió una mayor expansión de las formaciones armadas de las SS, pero insistió en que las nuevas unidades permanecieran bajo el control operativo del ejército. Si bien las SS-Leibstandarte siguieron siendo un regimiento independiente que funcionaba como guardaespaldas personales de Hitler, los otros regimientos (SS-Deutschland, SS-Germainia y SS-Der Führer) se combinaron para formar la División SS-Verfügungs. Se formó una segunda división de las SS, la SS-Totenkopf, a partir de guardias de campos de concentración de las SS-TV, y una tercera, la SS-Polizei, a partir de policías voluntarios. Las SS obtuvieron control sobre sus propios sistemas de reclutamiento, logística y suministro para sus formaciones armadas en este momento. Las SS, la Gestapo y el SD estuvieron a cargo de la administración militar provisional en Polonia hasta el nombramiento de Hans Frank como Gobernador General el 26 de octubre de 1939.

### Batalla de Francia
El 10 de mayo de 1940 Hitler comenzó la Batalla de Francia, una ofensiva a gran escala contra Francia y los Países Bajos. Las SS proporcionaron dos de las 89 divisiones empleadas. La LSSAH y elementos de las SS-VT participaron en la invasión del territorio de los Países Bajos. Simultáneamente, se lanzaron tropas aerotransportadas para capturar aeródromos, puentes y ferrocarriles neerlandeses clave. En la campaña de cinco días, la LSSAH se unió a unidades del ejército y tropas aerotransportadas después de varios enfrentamientos con defensores neerlandeses.
Las tropas de las SS no tomaron parte en el avance a través de las Ardenas y el río Mosa. En lugar de esto, las SS-Totenkopf fueron convocadas de la reserva del ejército para luchar en apoyo de la 7.ª División Panzer del Generalmajor Erwin Rommel y avanzar en dirección al Canal de la Mancha. El 21 de mayo los británicos lanzaron un contraataque armado contra los flancos de la 7.ª División Panzer y las SS-Totenkopf. Entonces los alemanes atraparon a los británicos y los franceses en Dunquerque. El 27 de mayo, la Compañía 14, de las SS-Totenkopf, perpetró la Masacre de Le Paradis, en la cual 97 hombres del Regimiento Real de Norfolk fueron ametrallados después de haberse rendido y luego fueron embestidos con bayonetas. Dos hombres sobrevivieron. El 28 de mayo la SS-Leibstandarte había tomado Wormhout, a 16 kilómetros de Dunquerque. En ese lguar, los soldados del 2º Batallón fueron responsables de la Masacre de Wormhoudt, en la cual 81 soldados británicos y franceses fueron asesinados después de haberse rendido. Según el historiador Charles Sydnor, la "temeridad fanática en el asalto, la defensa suicida contra ataques enemigos y las atrocidades salvajes cometidas frente a objetivos frustrados" exhibida por la división de las SS-Totenkopf era típica de las tropas de las SS en su conjunto.
En el cierre de la campaña, Hitler expresó su satisfacción con la actuación de la SS-Leibstandarte diciéndoles: "De ahora en adelante será un honor para vosotros, que lleváis mi nombre, liderar cada ataque alemán." Las SS-VT fueron renombradas Waffen-SS en un discurso dado por Hitler en julio de 1940. Hitler luego autorizó el alistamiento de "personas percibidas como de origen similar", como dijo Himmler, para ampliar las filas. Daneses, neerlandeses, noruegos, suecos y finlandeses se ofrecieron como voluntarios para luchar en las Waffen-SS bajo el mando de oficiales alemanes. Fueron reunidos para formar la nueva 5.ª División Panzer SS Wiking. En enero de 1941, la División SS-Verfügungs fue renombrada como División SS-Reich (Motorizada), y fue renombrada como 2.ª División SS Das Reich cuando fue reorganizada como una división Panzergrenadier en 1942.

### Campaña de los Balcanes
En abril de 1941 el Ejército Alemán invadió Yugoslavia y Grecia. La LSSAH y la Das Reich estaban adjuntas a cuerpos Panzer separados del ejército. Fritz Klingenberg, un comandante de compañía de la división Das Reich, lideró a sus hombres a través de Yugoslavia hacia la capital, Belgrado, donde un pequeño grupo en vanguardia aceptó la rendición de la ciudad el 13 de abril. Unos pocos días después Yugoslavia se rindió. Inmediatamente, unidades de policía de las SS comenzaron a tomar rehenes y a tomar represalias, una práctica que se volvió común. En algunos casos, se les unió la Wehrmacht. Como hicieron en Polonia, las políticas de los nazis en los Balcanes desembocaron en la ocupación brutal y los asesinatos en masa racistas. Serbia fue el segundo país (después de Estonia) e declararse Judenfrei (libre de judíos).
En Grecia, la Wehrmacht y las Waffen-SS encontraron resistencia de la Fuerza Expedicionaria Británica y el Ejército Griego.
 La lucha se intensificó en por los terrenos montañosos, que tenían estrechos pasos duramente defendidos. La LSSAH estuvo a la vanguardia del impulso alemán. La Fuerza Expedicionaria Británica fue evacuada por mar a Creta, pero tuvo que marcharse de nuevo a finales de mayo cuando llegaron los alemanes. Como en Yugoslavia, la conquista de Grecia puso en peligro a los judíos y los nazis tomaron una variedad de medidas contra ellos. Inicialmente fueron confinados en guetos y, en marzo de 1943, la mayoría fue transportada al campo de Auschwitz, donde fueron asesinados en cámaras de gas a su llegada. De los 80 000 judíos que había en Grecia, solo sobrevivió el 20% a la guerra.

### Guerra en el Este
El 22 de junio de 1941 Hitler lanzó la Operación Barbarroja, que era la invasión de la Unión Soviética. La guerra en expansión y la necesidad de controlar los territorios ocupados proporcionaron las condiciones para que Himmler consolidara aún más los órganos policiales y militares de las SS. La rápida adquisición de vastos territorios en el Este supuso una presión considerable para las organizaciones policiales de las SS mientras luchaban por adaptarse a los cambiantes desafíos de seguridad.
La 1ª y la 2ª Brigadas de Infantería de las SS, que se habían formado a partir de guardias excedentes de campos de concentración de las SS-TV, y la Brigada de Caballería SS se desplazaron ala Unión Soviética detrás de los ejércitos que avanzaban. Al principio, combatieron a los partisanos soviéticos, pero por el otoño de 1941, dejaron la lucha anti-partisana a otras unidades y participaron activamente en el Holocausto. Mientras asistían a los Einsatzgruppen formaron partidas de fusilamiento que participaron en la liquidación de la población judía de la Unión Soviética.
El 31 de julio de 1941, Göring le dio a Heydrich una autorización escrita para asegurar la cooperación de los líderes administrativos de varios departamentos gubernamentales para llevar a cabo el genocidio de los judíos en territorios bajo control alemán. Heydrich contribuyó decisivamente a llevar a cabo estos exterminios, ya que la Gestapo estaba lista para organizar deportaciones en Occidente y sus Einsatzgruppen ya estaban llevando a cabo extensas operaciones de asesinato en el Este. El 20 de enero de 1942 Heydrich presidió una reunión, la Conferencia de Wannsee, para discutir la implementación del plan.
Durante las batallas en la Unión Soviética en 1941 y 1942 las Waffen-SS sufrieron muchas bajas. La LSSAH y la Das Reich perdieron la mitad de sus tropas debido a las enfermedades y las bajas en combate. Debido a la necesidad de reclutar, Himmler empezó a aceptar soldados que no encajaban el perfil racial originario de las SS. En los comienzos de 1942, SS-Leibstandarte, SS-Totenkopf y SS-Das Reich fueron retiradas a Occidente para reacondicionarse y fueron convertidas en
las divisiones Panzergrenadier. Los Cuerpos Panzer SS regresaron a la Unión Soviética en 1943 y participaron en la tercera batalla de Járkov en febrero y marzo.

### El Holocausto
Las SS se basaron en una cultura de violencia, que se manifestó en su forma más extrema con el asesinato en masa de civiles y prisioneros de guerra en el frente oriental. Aumentado con personal de Kripo, Orpo (Policía del Orden) y Waffen-SS los Einsatzgruppen llegaron a tener una fuerza total de 3000 hombres. Los Einsatzgruppen A, B y C fueron asignados a los Grupos Armados Norte, Centro y Sur; el Einsatzgruppe D fue asignado al 11.º Ejército. El Einsatzgruppe para Propósitos Especiales empezaron a operar en el este de Polonia en julio de 1941. El historiador Richard Rhodes los describe como seres "fuera de las ataduras de la moralidad"; ellos eran "juez, jurado y ejecutor todo en uno" con la autoridad de matar a cualquier a su discreción. Siguiendo a la Operación Barbarroja estas unidades de Einsatzgruppen, junto con las Waffen-SS y la Policía del Orden así como con la asistencia de la Wehrmacht, participaron en el asesinato en masa de la población judía en el este de la Polonia ocupada y la Unión Soviética. Los Einsatzgruppen realizaron la mayor parte de sus acciones entre 1941 y 1942 en Ucrania y Rusia. Antes de la invasión había cinco millones de judíos registrados en toda la Unión Soviética, de los cuales tres millones residían en los territorios ocupados por los alemanes; cuando terminó la guerra, más de dos millones de ellos habían sido asesinados.
Las actividades de exterminio de los Einsatzgruppen generalmente seguían un procediciemnto estándar, con el jefe de los Einsatzgruppen contactando con el comandante de la unidad más cercana de la Wehrmacht para informarle de la acción inminente; esto se hacía para que se pudiera coordinar y controlar el acceso a los terrenos donde se llevaban a cabo las ejecuciones. Inicialmente, las víctimas eran fusiladas, pero este método se demostró impracticable para una operación de esta escala. Además, después de que Himmler observase el fusilamiento de 100 judíos en Minsk en agosto de 1941 empezó a preocuparse por el impacto que tales acciones estaban teniendo en la salud mental de sus hombres de las SS. Él decidió que se encontrasen métodos alternativos de asesinato, lo que llevó a la introducción de las furgonetas para gaseamientos. Sin embargo, esto no fue del agrado de los hombres, ya que consideraron que sacar los cadáveres de la furgoneta y enterrarlos había sido desagradable. A menudo se asignaba a prisioneros o auxiliares para realizar esta tarea para evitar el trauma a los hombres de las SS.

### Operaciones anti-partisanas
En respuesta a las dificultades del ejército a la hora de lidiar con los partisanos soviéticos, Hitler decidió en julio de 1942 transferir las operaciones anti-partisanas a la policía. Esto colocó el asunto bajo la competencia de Himmler. Como Hitler había ordenado el 8 de julio de 1941 que todos los judíos fueran considerados partisanos, el término "operaciones anti-partisanas" se utilizó como eufemismo para el asesinato de judíos, así como para el combate real contra elementos de la resistencia. En julio de 1942, Himmler ordenó que ya no se utilizara el término "partisano"; en cambio, los que se resistiesen al régimen nazi serían descritos como "bandidos".
Himmler estableció que las SS y el SD trabajasen en el desarrollo de tácticas anti-partisanas y lanzó una campaña de propaganda. En algún momento de junio de 1943, Himmler emitió la Orden Bandenbekämpfung (lucha contra los bandidos) y anunció simultáneamente la existencia de las Bandenkampfverbände (formaciones de lucha contra los bandidos), con el SS-Obergruppenführer Erich von dem Bach-Zelewski como jefe. Empleando primariamente tropas de policía de las SS y de las Waffen-SS, las Bandenkampfverbände tenían cuatro principales componentes operativos: propaganda, control centralizado y coordinación de operaciones de seguridad, entrenamiento de tropas y operaciones de batalla. Una vez que la Wehrmacht había asegurado objetivos territoriales, los Bandenkampfverbände primero aseguraban las infraestructuras de comunicación, caminos, vías de tren y vías navegables. A partir de entonces, aseguraban comunidades rurales e instalaciones económicas como fábricas y edificios administrativos. Una prioridad adicional era asegurar los recursos agrícolas y forestales. Las SS supervisaron la recogida de la cosecha, que se consideraba fundamental para las operaciones estratégicas. Todos los judíos de la zona eran detenidos y asesinados. Los comunistas y las personas de ascendencia asiática eran asesinadas bajo el supuesto de que ser presuntos agentes soviéticos.

### Campos de exterminio
Después del inicio de la guerra, Himmler intensificó la actividad de las SS dentro de Alemania y en la Europa ocupada por los nazis. Se arrestó a un número cada vez mayor de judíos y ciudadanos alemanes considerados políticamente sospechosos o ajenos a la sociedad. A medida que el régimen nazi se volvió más opresivo, el sistema de campos de concentración creció en tamaño y en operaciones letales, y creció en alcance a medida que se intensificaban las ambiciones económicas de las SS.
La intensificación de las operaciones de matanzas tuvo lugar a finales de 1941, cuando las SS comenzaron a construir instalaciones estacionarias de gaseo para sustituir el uso de Einsatzgruppen para asesinatos en masa. Las víctimas de estos nuevos campos de exterminio eran asesinadas con gas monóxido de carbono de motores de automóviles. Durante la Operación Reinhard, llevada a cabo por oficiales de los Totenkopfverbände, quienes juraron guardar el secreto, se construyeron tres campos de exterminio en la Polonia ocupada: Bełżec (operativo en marzo de 1942), Sobibór (operativo en mayo de 1942) y Treblinka (operativo en julio de 1942), con escuadrones de hombres de Trawniki (colaboradores de Europa del Este) supervisando cientos de prisioneros Sonderkommando forzados a trabajar en las cámaras de gas y los crematorios antes de ser asesinados. Por órdenes de Himmler, a comienzos de 1942 el campo de concentración de Auschwitz fue ampliado para añadir cámaras de gas donde las víctimas eran asesinadas usando el pesticida Zyklon B.
Por razones administrativas, todos los guardias de campos de concentración y personal administrativo pasaron a ser miembros de las Waffen-SS en 1942. Los campos de concentración fueron puestos bajo el mando de la SS-Wirtschafts-Verwaltungshauptamt (Oficina Principal Económica y Administrativa de las SS; WVHA) bajo Oswald Pohl. Richard Glücks sirvió como inspector de campos de concentración en la que en 1942 pasó a ser la oficina D de la WVHA. La explotación y el exterminio se convirtieron en un acto de equilibrio a medida que la situación militar se deterioraba. Las necesidades laborales de la economía de guerra, especialmente de trabajadores calificados, llevaron a que algunos judíos escapasen del genocidio. El 30 de octubre de 1942, debido a la grave escasez de mano de obra en Alemania, Himmler ordenó que un gran número de personas sanas en los territorios soviéticos ocupados por los nazis fueran hechos prisioneros y enviados a Alemania como trabajadores forzados.
En 1944 las SS-TV se habían organizado en tres divisiones: personal de campos de concentración en Alemania y Austria, en los territorios ocupados y en los campos de exterminio en Polonia. En 1944 se convirtió en una práctica estándar rotar a los miembros de las SS dentro y fuera de los campos, en parte basándose en las necesidades de mano de obra, pero también para facilitar las asignaciones a los miembros heridos de las Waffen-SS. Esta rotación de personal significó que casi todas las SS sabían lo que estaba sucediendo dentro de los campos de concentración, haciendo a toda la organización responsable de crímenes de guerra y crímenes contra la humanidad.

## Imperio de negocios
En 1934 Himmler fundó la primera empresa comercial de las SS, Nordland-Verlag, una editorial que publicaba material de propaganda y manuales de entrenamiento de las SS. Después de eso, él adquirió Porcelana Allach, que empezó a producir objetos conmemorativos de las SS. Debido a la escasez de mano de obra y al deseo de obtener ganancias económicas, las SS comenzaron a explotar a los prisioneros de los campos de concentración como mano de obra esclava.. La mayoría de las empresas de las SS perdieron dinero hasta que Himmler las puso bajo la administración de la Verwaltung und Wirtschaftshauptamt Hauptamt (Oficina de Administración y Negocios; VuWHA) de Pohl en 1939. Incluso entonces, a la mayoría de las empresas no les fue bien, ya que los hombres de las SS no fueron seleccionados por su experiencia empresarial y los trabajadores morían de hambre. En julio de 1940 Pohl estableció la Deutsche Wirtschaftsbetriebe GmbH (Empresas Alemanas S. L.; DWB), una corporación que asumió la administración de todas las empresas comerciales de las SS. Finalmente, las SS fundaron unos 200 holdings para sus negocios.
En mayo de 1941 la VuWHA fundó la Deutsche Ausrüstungswerke GmbH (Trabajos de Equipamiento Alemanes; DAW), que fue creado para integrar las empresas comerciales de las SS con el floreciente sistema de campos de concentración. Posteriormente, Himmler estableció cuatro nuevos campos de concentración importantes en 1941: Auschwitz, Gross-Rosen, Natzweiler-Struthof y Neuengamme. Cada uno tenía al menos una fábrica o cantera cercana donde los reclusos se veían obligados a trabajar. Himmler tenía un interés particular en proveer de trabajadores a IG Farben, que estaba construyendo una fábrica de caucho sintético en Auschwitz III–Monowitz. Esta fábrica estaba casi lista para comenzar la producción cuando llegaron las tropas soviéticas en 1945. La esperanza de vida de los reclusos de Monowitz era de unos tres meses de media. Esto era típico de los campos, ya que los reclusos estaban desnutridos y vivían en condiciones de vida desastrosas. Su carga de trabajo se hizo intencionalmente increíblemente alta, bajo la política de exterminio mediante el trabajo.
En 1942 Himmler consolidó todas las oficinas que estaban a cargo de Pohl en una, creando la Oficina Principal Económica y Administrativa de las SS (Wirtschafts- und Verwaltungshauptamt; WVHA). Todo el sistema de campos de concentración quedó bajo la autoridad de la WVHA. Las SS se hicieron con la propiedad de Sudetenquell GmbH, un productor de agua mineral de Sudetenland. Para 1944 las SS habían adquirido el 75 por ciento de los productores de agua mineral en Alemania y estaba intentando hacerse con el monopolio. Varios campos de concentración producían materiales de construcción como piedra, ladrillos y cemento para la empresa de las SS Deutsche Erd- und Steinwerke (Trabajos de la Tierra y Piedra Alemanes; DEST). En los territorios cupados del Este, las SS adquirieron el monopolio de la producción de ladrillos al apoderarse de las 300 fábricas de ladrillos existentes. La DWB también fundó la Ost-Deutsche Baustoffwerke (Trabajos de Suministro para Construcción de Alemania del Este; GmbH or ODBS) y la Deutsche Edelmöbel GmbH (Muebles Nobles Alemanes). Estas operaban en fábricas que las SS habían confiscado a judíos y polacos.
Las SS se hicieron con granjas experimentales, panaderías, plantas empacadoras de carne, marroquinerías, fábricas de ropa y uniformes y fábricas de armas pequeñas. Bajo la dirección de la WVHA, las SS vendió mano de obra de los campos a varias fábricas a razón de tres a seis marcos del Reich por prisionero al día. Las SS confiscaron y vendieron las propiedades de los prisioneros de los campos de concentración, confiscaron sus carteras de inversiones y su dinero en efectivo, y se beneficiaron de sus cuerpos vendiendo sus cabellos para hacer fieltro y fundiendo los empastes de oro de los cadáveres. Sólo el valor total de los bienes saqueados a las víctimas de la Operación Reinhard (que no incluían Auschwitz) fue establecido por Odilo Globocnik en 178 745 960,59 marcos del Reich. Entre los artículos incautados había 2909,68 kg de oro valorados en 843 802,75 marcos del Reich, así como 18 733,69 kg de plata, 1514 kg de platino, 249 771,50 dólares estadounidenses, 130 diamantes solitarios, 2511,87 quilates de brillantes, 13 458 62 quilates de diamantes y 114 kg de perlas. Según la legislación nazi, las propiedades judías pertenecían al Estado, pero muchos comandantes y guardias de campos de las SS robaron artículos como diamantes o dinero en efectivo para beneficio personal o se apoderaron de alimentos y alcohol incautados para venderlos en el mercado negro.

## Reveses militares
El 5 de julio de 1943 los alemanes emprendieron una ofensiva contra los soviéticos conocida como la Batalla de Kursk. Las Waffen-SS en ese momento se habían ampliado a 12 divisiones y la mayoría participó en la batalla. Debido a la dura resistencia soviética, Hitler detuvo el ataque en la tarde del 12 de julio. El 17 de julio suspendió la operación y ordenó la retirada. A partir de entonces, los alemanes se vieron obligados a ponerse a la defensiva cuando el Ejército Rojo comenzó la liberación de la Rusia occidental. Las pérdidas en las que incurrieron las Waffen-SS y la Wehrmacht durante la Batalla de Kursk ocurrieron simultáneamente con el asalto aliado a Italia.

### Desembarco de Normandía
Alarmado por las incursiones de St. Nazaire y Dieppe en 1942, Hitler ordenó la construcción de fortificaciones a las que llamó la Muralla del Atlántico a lo largo de la costa atlántica desde España a Noruega para protegerse contra una esperada invasión aliada. Se construyeron emplazamientos de armas de hormigón en puntos estratégicos a lo largo de la costa y se colocaron estacas de madera, trípodes de metal, minas y grandes obstáculos antitanques en las playas para retrasar la aproximación de las lanchas de desembarco e impedir el movimiento de los tanques. Además de varias divisiones de infantería estáticas, se desplegaron en las cercanías once divisiones panzer y Panzergrenadier. Cuatro de estas formaciones eran divisiones de las Waffen-SS. Además, la SS-Das Reich fue emplazada en el sur de Francia, la LSSAH estaba en Bélgica reacondicionándose después de luchar contra la Unión Soviética y la 12.ª SS División Panzer Hitlerjugend, que consistía en miembros de 17 y 18 años de las Juventudes Hitlerianas apoyados por veteranos de guerra y suboficiales con experiencia, fue emplazada al oeste de París. La creación de la SS-Hitlerjugend fue una señal de la desesperación de Hitler por conseguir más tropas, especialmente aquellas con obediencia incondicional.
El desembarco de Normandía tuvo lugar a partir del 6 de junio de 1944 (Día D) a las 6:30 (Hora H) según el horario británico. La 21.ª División Panzer al mando del general mayor Edgar Feuchtinger, situada al sur de Caen, era la única división panzer cerca de las playas. La división incluía 146 tanques y 50 cañones de asalto, además de infantería y artillería de apoyo. El Generalleutnant Wilhelm Richter, comandante de la 716ª División de Infantería Estática de la Wehrmacht, ordenó a la 21.ª División Panzer ponerse en posición para un contraataque. Sin embargo, como la división era parte de la reserva blindada, Feuchtinger se vio obligado a solicitar la autorización de Oberkommando der Wehrmacht antes de comprometer su formación. Feuchtinger no recibió órdenes hasta casi las 09:00 pero mientras tanto, por iniciativa propia, formó un grupo de batalla (con tanques) para luchar contra las fuerzas británicas al este del del río Orne. Las SS-Hitlerjugend comenzó a desplegarse en la tarde del 6 de junio, y sus unidades emprendieron acciones defensivas al día siguiente. Esta también tomó parte en la Batalla de Caen (junio-agosto de 1944). El 7-8 y el 17 de junio miembros de la SS-Hitlerjugend fusilaron y mataron a veinte prisioneros de guerra canadienses en la masacre de la abadía de las Ardenas.
Los aliados continuaron haciendo progresos en la liberación de Francia y el 4 de agosto Hitler ordenó una contra-ofensiva (Operación Lüttich) desde Vire hacia Avranches. La operación incluyó la LSSAH, Das Reich, la 2ª y la 116ª Divisiones Panzer de la Wehrmacht con el apoyo de infantería y elementos de la 17.ª División SS de Granaderos Panzer Götz von Berlichingen bajo el mando del
SS-Oberstgruppenführer Paul Hausser. Estas fuerzas debían montar una ofensiva cerca de Mortain y dirigirse al oeste hacia Avranches en la costa. Las fuerzas de los aliados estaban preparadas para esta ofensiva y un asalto aéreo a las unidades combinadas alemanas demostró ser devastador. El 21 de agosto 50.000 las tropas alemanas, incluyendo la mayor parte de la LSSAH, fueron rodeadas por los aliados en la Bolsa de Falaise. Los restos de la LSSAH que escaparon fueron retirados a Alemania para su reacondicionamiento. París fue liberada el 25 de agosto y las últimas fuerzas alemanas se retiraron sobre el Sena a finales de agosto finalizando la campaña de Normandía.

### Batalla por Alemania
Las unidades de las Waffen-SS que habían sobrevivido a las campañas de verano fueron retiradas del frente para reacondicionarse. Dos de ellas, la 9.ª División Panzer SS y la 10.ª División Panzer SS, lo hicieron en la región holandesa de Arnhem a principios de septiembre de 1944. Casualmente, el 17 de septiembre, los aliados lanzaron en la misma zona la Operación Market Garden, una operación combinada aerotransportada y terrestre diseñada para tomar el control del bajo Rin. Las divisiones Panzer 9.ª y 10.ª estuvieron entre las unidades que rechazaron el ataque.
En diciembre de 1944 Hitler lanzó la ofensiva de las Ardenas, un contraataque significativo contra los aliados occidentales a través de las Ardenas con la intención de alcanzar Amberes mientras rodeaban a los ejércitos aliados en el área. La ofensiva comenzó con un bombardeo de artillería poco antes del amanecer del 16 de diciembre. Encabezando el ataque estaban dos ejércitos panzer compuestos en gran parte por divisiones de las Waffen-SS. Los grupos de batalla encontraron difícil avanzar a través de los bosques y colinas boscosas de las Ardenas en el clima invernal, pero inicialmente lograron buenos avances en el sector norte. Pronto encontraron una fuerte resistencia de la 2ª. División de Infantería y la 99ª. División de Infantería estadounidenses. El 23 de diciembre, el tiempo mejoró lo suficiente como para que las fuerzas aéreas aliadas atacasen a las fuerzas alemanas y sus columnas de suministros provocándoles escasez de combustible. En condiciones cada vez más difíciles, el avance alemán se desaceleró y fue detenido. La fallida ofensiva de Hitler le costó 700 tanques y la mayor parte de las fuerzas móviles que les quedaban en el oeste, así como la mayor parte de sus reservas irremplazables de recursos humanos y material.
Durante la batalla, el SS-Obersturmbannführer Joachim Peiper dejó un sendero de destrucción, lo que incluyó a soldados de las Waffen SS bajo su mando asesinado a prisioneros de guerra estadounidenses y a civiles belgas desarmados en la Masacre de Malmedy. Soldados de las SS capturados que fueron parte del Kampfgruppe Peiper fueron juzgados tras la guerra por esta masacre y por otras en el área. Muchos de los perpetradores fueron sentenciados a la horca, pero las sentencias fueron conmutadas. Peiper estuvo preso once años por su papel en los asesinatos.
En el este, el Ejército Rojo reanudó su ofensiva el 12 de enero de 1945. Las fuerzas alemanas eran superadas en número veinte a uno en aviones, once a uno en infantería y siete a uno en tanques en el frente oriental. A finales de mes, el Ejército Rojo había construido cabezas de puente a través del río Óder, el último obstáculo geográfico antes de Berlín. Los aliados occidentales también continuaron avanzando, pero no tan rápidamente como el Ejército Rojo. Los Cuerpos Panzer llevaron a cabo una exitosa operación defensiva del 17 al 24 de febrero en el
río Hron, deteniendo el avance aliado hacia Viena. Los Cuerpos Panzer de las SS 1º. y 2º. se dirigieron hacia Austria, pero fueron frenados por los daños en los ferrocarriles.
Budapest cayó el 13 de febrero. Hitler ordenó al 6.º Ejército Panzer de Dietrich ir a Hungría a proteger los campos petrolíferos y las refinerías de Nagykanizsa, que consideraba las reservas de combustible de mayor valor estratégico en el frente oriental. La Frühlingserwachsen, la última ofensiva alemana en el este, tuvo lugar a principios de marzo. Las fuerzas alemanas atacaron cerca del lago Balaton con el 6.º Ejército Panzer avanzando al norte hacia Budapest y el 2.º Ejército Panzer desplazándose al este y al sur. Las fuerzas de Dietrich hicieron buenos progresos al principio, pero a medida que se acercaban al Danubio la combinación de terreno fangoso y una fuerte resistencia soviética los detuvo. El 16 de marzo la batalla estaba perdida para los alemanes. Enfurecido por la derrota, Hitler ordenó a las unidades de las Waffen-SS involucradas que se quitaran los brazaletes de campaña como señal de desgracia. Dietrich se negó a cumplir la orden.
Para entonces, tanto en el frente oriental como en el occidental, las actividades de las SS estaban quedando claras para los aliados, a medida que los campos de concentración y exterminio estaban siendo invadidos. Las tropas aliadas estaban llenas de incredulidad y repugnancia ante la evidencia de la brutalidad nazi en los campos.
El 9 de abril de 1945, Königsberg cayó en manos del Ejército Rojo y el 13 de abril la unidad SS de Dietrich fue expulsada de Viena. La batalla de Berlín comenzó a las 03:30 del 16 de abril con un bombardeo de artillería masivo. Al cabo de una semana, se produjeron enfrentamientos dentro de la ciudad. Entre los muchos elementos que defendían Berlín se encontraban tropas de las Waffen-SS francesas, letonas y escandinavas. Hitler, que ahora residía en el Führerbunker bajo la Cancillería del Reich, seguía esperando que los soldados de las SS que le quedaban pudieran rescatar la capital. A pesar de la desesperanza de la situación, los miembros de las SS que patrullaban la ciudad continuaron disparando o ahorcando a soldados y civiles por lo que consideraban actos de cobardía o derrotismo. La guarnición de Berlín se rindió el 2 de mayo, dos días después de que Hitler se suicidara. Como los miembros de las SS esperaban poca misericordia del Ejército Rojo, intentaron avanzar hacia el oeste para rendirse a los aliados occidentales.

## Uniforme, rangos e insignias
Las SS tenían su propio sistema de rangos militares diferente de los de la Wehrmacht, del NSDAP o de otras estructuras estatales. También tenían sus propias insignias y uniformes, originalmente diseñados por Karl Diebitsch y Walter Heck (dos diseñadores miembros de la organización) y producidos por Hugo Boss AG. Hugo Boss había recibido un encargo de uniformes para las SS ya en 1932, antes de la Machtergreifung, cuando aún estaba prohibido para los paramilitares o cualquier organización fuera de las fuerzas armadas regulares llevar uniforme. Su afiliación al NSPD y disposición para ser el principal fabricante de uniforme de las SS han quedado patentes en registros de la época y su fábrica fue la encargada de los materiales y el montaje de líneas de producción una vez que los nacionalsocialistas se hicieran con el poder.
La primera serie de uniformes, de color negro, se basaba en los diseños de Heck y Diebitsch, con varias tandas de mejoras y añadido de opciones para lucir las insignias de la organización. Durante tiempo se asociaba a Boss directamente con el diseño de estos uniformes para poder explicar su atractivo, si bien este no tenía que ver con el diseño propio (sí intervino en el diseño de partes concretas, como la visera de la gorra, además del diseño de prendas para otras organizaciones, como las Juventudes Hitlerianas).
Tras el comienzo de la Segunda Guerra Mundial, se dejó de usar el uniforme negro (salvo pocas excepciones) a favor del feldgrau en tono ligeramente ajustado, si bien los rasgos principales del diseño, los grados y las insignias siguieron en la misma línea (con las adaptaciones que se dieron a lo largo de la guerra de acuerdo con las circunstancias).

### Rangos e insignias de las SS (1934-1945)
| Grados de generales SS | Traducción                                                                      | Sufijo Waffen-SS              | Equivalente en la Wehrmacht | Insignias de cuello 1934-1942 | Insignias de cuello 1942-1945 | Hombrera derecha | Hombrera izquierda |
| Grados de generales SS |                                                                                 |                               |                             | Insignias de cuello 1934-1942 | Insignias de cuello 1942-1945 | Hombrera derecha | Hombrera izquierda |
| Reichsführer-SS        | General mariscal de campo comandante en jefe de las SS                          | N/A                           | Generalfeldmarschall        | '                             |                               |                  |                    |
|                        |                                                                                 |                               |                             |                               |                               |                  |                    |
| Oberstgruppenführer    | Coronel general                                                                 | Generaloberst der Waffen-SS   | Generaloberst               | N/A                           |                               |                  |                    |
|                        |                                                                                 |                               |                             |                               |                               |                  |                    |
| Obergruppenführer      | General de arma o servicio (infantería/artillería/tropas acorazadas/caballería) | General der Waffen-SS         | General                     | '                             |                               |                  |                    |
|                        |                                                                                 |                               |                             |                               |                               |                  |                    |
| Gruppenführer          | Teniente general                                                                | Generalleutnant der Waffen-SS | Generalleutnant             | '                             |                               |                  |                    |
|                        |                                                                                 |                               |                             |                               |                               |                  |                    |
| Brigadeführer          | Mayor general                                                                   | Generalmajor der Waffen-SS    | Generalmajor                | '                             |                               |                  |                    |
|                        |                                                                                 |                               |                             |                               |                               |                  |                    |
| Oberführer             | Brigadier                                                                       | N/A                           | N/A                         | '                             |                               |                  |                    |

| Rango de Oficiales SS | Traducción       | Equivalente en la Wehrmacht | Insignia del cuello 1934-1945 | Hombrera derecha 1938-1945 | Hombrera izquierda 1934-1945 |  |
| Rango de Oficiales SS |                  |                             | Insignia del cuello 1934-1945 | Hombrera derecha 1938-1945 | Hombrera izquierda 1934-1945 |  |
| Standartenführer      | Coronel          | Oberst                      |                               |                            |                              |  |
|                       |                  |                             |                               |                            |                              |  |
| Obersturmbannführer   | Teniente coronel | Oberstleutnant              |                               |                            |                              |  |
|                       |                  |                             |                               |                            |                              |  |
| Sturmbannführer       | Mayor            | Mayor                       |                               |                            |                              |  |
|                       |                  |                             |                               |                            |                              |  |
| Hauptsturmführer      | Capitán          | Hauptmann                   |                               |                            |                              |  |
|                       |                  |                             |                               |                            |                              |  |
| Obersturmführer       | Teniente         | Oberleutnant                |                               |                            |                              |  |
|                       |                  |                             |                               |                            |                              |  |
| Untersturmführer      | Subteniente      | Leutnant                    |                               |                            |                              |  |

| Rango de Suboficiales SS | Traducción               | Aspirante a oficial equivalente | Equivalente en la Wehrmacht | Insignia del cuello 1934-1945 | Hombrera derecha 1938-1945 | Hombrera izquierda 1934-1945 |
| Rango de Suboficiales SS |                          |                                 |                             |                               | Hombrera derecha 1938-1945 |                              |
| Sturmscharführer         | Suboficial mayor         | N/A                             | Stabsfeldwebel              |                               |                            |                              |
|                          |                          |                                 |                             |                               |                            |                              |
| Hauptscharführer         | Suboficial superior      | Standartenoberjunker            | Oberfeldwebel               |                               |                            |                              |
|                          |                          |                                 |                             |                               |                            |                              |
| Oberscharführer          | Sargento mayor o brigada | Standartenjunker                | Feldwebel                   |                               |                            |                              |
|                          |                          |                                 |                             |                               |                            |                              |
| Scharführer              | Sargento 1.º             | Oberjunker                      | Unterfeldwebel              |                               |                            |                              |
|                          |                          |                                 |                             |                               |                            |                              |
| Unterscharführer         | Sargento 2.º             | Junker                          | Unteroffizier               |                               |                            |                              |

| Rango de alistados en las SS | Traducción               | Equivalente en la Wehrmacht | Insignia del cuello 1934-1945 | Insignia de manga 1938-1945 | Hombrera derecha 1938-1945 | Hombrera izquierda 1934-1945 |
| Rango de alistados en las SS |                          |                             |                               |                             | Hombrera derecha 1938-1945 |                              |
| Rottenführer                 | Cabo 1.º                 | Obergefreiter               |                               |                             |                            |                              |
|                              |                          |                             |                               |                             |                            |                              |
| Sturmmann                    | Cabo 2.º                 | Gefreiter                   |                               |                             |                            |                              |
|                              |                          |                             |                               |                             |                            |                              |
| Oberschütze/Obermann         | Soldado de primera clase | Oberschütze                 |                               |                             |                            |                              |
|                              |                          |                             |                               |                             |                            |                              |
| Schütze/Mann                 | Soldado raso             | Schütze                     |                               | Sin Insignia                |                            |                              |
|                              |                          |                             |                               |                             |                            |                              |
| Anwärter                     | Recluta                  | Sin Equivalente             | Sin Insignia                  | Sin Insignia                | Sin Insignia               | Sin Insignia                 |
|                              |                          |                             |                               |                             |                            |                              |
| Bewerber                     | Candidato                | Sin Equivalente             | Sin Insignia                  | Sin Insignia                | Sin Insignia               | Sin Insignia                 |

## Legiones extranjeras y voluntarios
A principios de 1940 Himmler abrió a las Waffen-SS para reclutar a "alemanes étnicos" que no eran ciudadanos alemanes. En marzo de 1941, la Oficina Principal de las SS estableció la Germanische Leitstelle (Oficina de Orientación Germánica) para establecer oficinas de reclutamiento de las Waffen-SS en la Europa ocupada por los nazis. La mayoría de las unidades de Waffen-SS extranjeras llevaban un parche en el cuello del uniforme distintivo de su nacionalidad y precedían a sus rangos de las SS con el prefijo Waffen en lugar de SS. Los voluntarios de países escandinavos llenaron las filas de dos divisiones: la SS-Wiking y la SS-Nordland. Se unieron numerosos hablantes de alemán suizo. Los flamencos belgas se unieron a los neerlandeses para formar la legión SS-Nederland, y sus compatriotas valones se unieron a las SS-Wallonien. A finales de 1943, alrededor de una cuarta parte de las SS eran "alemanes étnicos" de toda Europa y para junio de 1944 la mitad de las Waffen-SS eran ciudadanos extranjeros.
Se agregaron unidades adicionales de las Waffen-SS de ucranianos, albaneses de Kosovo, serbios, croatas, turcos, caucásicos, cosacos y tártaros. Los ucranianos y tártaros, que habían sufrido persecución bajo Iósif Stalin, probablemente estaban motivados principalmente por la oposición al gobierno soviético más que por un acuerdo ideológico con las SS. El exiliado Gran Mufti de Jerusalén Amin al-Husayni fue nombrado SS-Gruppenführer por Himmler en mayo de 1943. Posteriormente utilizó el antisemitismo y el racismo anti-serbio para reclutar una división de las Waffen-SS de musulmanes bosnios, la SS-Handschar. La ocupación soviética de los Estados bálticos que duró un año al comienzo de la Segunda Guerra Mundial resultó en voluntarios para las unidades de las Waffen-SS de Letonia y Estonia. La Legión de Estonia tenía 1.280 voluntarios en formación a finales de 1942. Aproximadamente 25.000 hombres sirvieron en la división de las SS de Estonia, y miles más fueron reclutados en batallones del Frente de Policía y unidades de guardia fronteriza. La mayoría de los estonios luchaban principalmente para recuperar su independencia y hasta 15.000 de ellos murieron luchando junto a los alemanes. A principios de 1944, Himmler incluso se puso en contacto con Pohl para sugerirle liberar a los prisioneros musulmanes de los campos de concentración para complementar sus tropas de las SS.
La Legión India era una unidad de la Wehrmacht formada en agosto de 1942 principalmente a partir de soldados indios descontentos del ejército indio británico capturados en la campaña del norte de África. En agosto de 1944 fue transferida a los auspicios de las Waffen-SS como Indische Freiwilligen-Legion der Waffen-SS. También había una división de voluntarios franceses, SS-Charlemagne, que se formó en 1944 principalmente a partir de los restos de la Legión de Voluntarios Franceses contra el Bolchevismo y la Sturmbrigade francesa.

## Después de la guerra
Tras el colapso de la Alemania nazi, las SS dejaron de existir. Numerosos miembros de las SS, muchos de ellos todavía nazis comprometidos, seguían prófugos en Alemania y en toda Europa. El 21 de mayo de 1945, los británicos capturaron a Himmler, que estaba disfrazado y portaba un pasaporte falso. En un campo de internamiento cerca de Lüneburg se suicidó mordiendo una cápsula de cianuro. Varios otros miembros destacados de las SS huyeron, pero algunos fueron capturados rápidamente. Ernst Kaltenbrunner, jefe de la RSHA y el jefe de departamento de más alto rango de las SS superviviente tras el suicidio de Himmler, fue capturado y arrestado en los Alpes bávaros. Estuvo entre los 22 procesados en los juicios de Núremberg de 1945-1946.
Algunos miembros de las SS fueron objeto de ejecuciones sumarias, tortura y palizas a manos de prisioneros liberados, personas desplazadas o soldados aliados. Los soldados estadounidenses del 157.º Regimiento, que entraron en el campo de concentración de Dachau en abril de 1945 y presenciaron los actos cometidos por las SS, dispararon contra algunos de los guardias restantes del campo de las SS. El 15 de abril de 1945, las tropas británicas entraron en Bergen-Belsen. Les dieron a los guardias de las SS raciones de hambre, los obligaron a trabajar sin descanso, los obligaron a ocuparse de los cadáveres restantes y los apuñalaron con bayonetas o los golpearon con las culatas de sus rifles si aminoraban el paso. Algunos miembros del Cuerpo de Contrainteligencia del Ejército de Estados Unidos entregaron a guardias de campos de las SS capturados a campos de personas desplazadas, donde sabían que serían sujetos a ejecución sumaria.

### Tribunal Militar Internacional de Núremberg
Los aliados iniciaron procedimientos legales contra los nazis capturados y establecieron el Tribunal Militar Internacional en Nuremberg en 1945. A partir de noviembre de 1945 se celebró el primer juicio por crímenes de guerra contra 24 personalidades destacadas como Göring, Albert Speer, Joachim von Ribbentrop, Alfred Rosenberg, Hans Frank y Kaltenbrunner. Fueron acusados de cuatro cargos: conspiración, guerra de agresión, crímenes de guerra y crímenes contra la humanidad en violación del derecho internacional. Doce fueron condenados a muerte, incluido Kaltenbrunner, condenado por crímenes contra la humanidad y ejecutado el 16 de octubre de 1946. El ex-comandante de Auschwitz, Rudolf Höss, que testificó en favor de Kaltenbrunner y otros, fue juzgado y ejecutado en 1947.
Siguieron más juicios y condenas de las SS. Muchos acusados intentaron exculparse con la excusa de que simplemente estaban siguiendo órdenes superiores, que debían obedecer incondicionalmente como parte de su juramento y deber. Los tribunales no consideraron que esto fuera una defensa legítima. En noviembre de 1947 se celebró en Cracovia un juicio contra 40 oficiales y guardias de las SS de Auschwitz. La mayoría fueron declarados culpables y 23 recibieron la pena de muerte. Los doce juicios de Nuremberg posteriores tuvieron lugar entre 1946 y 1949; además, se estima que 37.000 miembros de las SS fueron juzgados y condenados en tribunales soviéticos. Las sentencias incluyeron ahorcamientos y largas penas de trabajos forzados. Piotr Cywiński, el director del Museo Auschwitz-Birkenau estima que de los 70.000 miembros de las SS implicados en crímenes en los campos de concentración, sólo entre 1.650 y 1.700 fueron juzgados después de la guerra. El Tribunal Militar Internacional declaró a las SS organización criminal en 1946.

### Huidas
Después de la guerra, muchos ex nazis huyeron a América del Sur, especialmente a Argentina, donde fueron recibidos por
el régimen de Juan Perón. En la década de 1950, el ex recluso de Dachau Lothar Hermann descubrió que Ricardo Klement, residente en Buenos Aires, era, en realidad, Adolf Eichmann, quien en 1948 había obtenido una identificación falsa y un permiso de entrada para Argentina a través de una organización dirigida por el obispo Alois Hudal, un clérigo austríaco con simpatías nazis que residía entonces en Italia. Eichmann fue capturado en Buenos Aires el 11 de mayo de 1960 por el Mossad, la agencia de inteligencia israelí. En su juicio en Jerusalén en 1961, fue declarado culpable y condenado a muerte en la horca. Se citó a Eichmann diciendo: "Saltaré a la tumba riéndome porque el hecho de que tengo la muerte de cinco millones de judíos [o enemigos del Reich, como afirmó haber dicho más tarde] en mi conciencia me da una satisfacción extraordinaria". Franz Stangl, comandante de Treblinka, también escapó a Sudamérica con la ayuda de la red de Hudal. Fue deportado a Alemania en 1967 y condenado a cadena perpetua en 1970. Murió en 1971.
Josef Mengele, preocupado de que su captura significara una sentencia de muerte, huyó de Alemania el 17 de abril de 1949. Asistido por una red de exmiembros de las SS, viajó a Génova, donde obtuvo un pasaporte bajo el alias "Helmut Gregor" del Comité Internacional de la Cruz Roja. En julio partió en barco a Argentina. Consciente de que todavía era un hombre buscado, se trasladó a Paraguay en 1958 y a Brasil en 1960. En ambos casos fue asistido por el ex piloto de la Luftwaffe Hans-Ulrich Rudel. Mengele sufrió un derrame cerebral mientras nadaba y se ahogó en 1979.
Miles de nazis, incluidos exmiembros de las SS como el guardia de Trawniki Jakob Reimer y el colaborador circasiano Tscherim Soobzokov, huyeron a Estados Unidos disfrazados de refugiados, a veces utilizando documentos falsificados. Otros hombres de las SS, como Soobzokov, el oficial del SD Wilhelm Höttl, el ayudante de Eichmann Otto von Bolschwing y el acusado criminal de guerra Theodor Saevecke, fueron empleados por las agencias de inteligencia estadounidenses contra los soviéticos. Como señaló el oficial de la CIA Harry Rositzke: "Era un asunto visceral utilizar a cualquier bastardo siempre que fuera anticomunista... El entusiasmo o el deseo de alistar colaboradores significa que, por supuesto, no se examinaban sus credenciales demasiado de cerca." De manera similar, los soviéticos utilizaron personal de las SS después de la guerra; la Operación Theo, por ejemplo, difundió "rumores subversivos" en la Alemania ocupada por los aliados.
Simon Wiesenthal y otros han especulado sobre la existencia de una red de fugitivos nazis cuyo nombre clave fue ODESSA (acrónimo de Organization der ehemaligen SS-Angehörigen, Organización de exmiembros de las SS) que supuestamente ayudó a criminales de guerra a encontrar refugio en América. Latina. La escritora británica Gitta Sereny, que entrevistó a hombres de las SS, considera que la historia es falsa y atribuye las fugas al caos de la posguerra y a la red de Hudal con sede en el Vaticano. Si bien la existencia de ODESSA sigue sin demostrarse, Sereny señala que "ciertamente hubo varios tipos de organizaciones de ayuda nazis después de la guerra; habría sido sorprendente si no las hubiera".

## Número de miembros y líderes de las SS

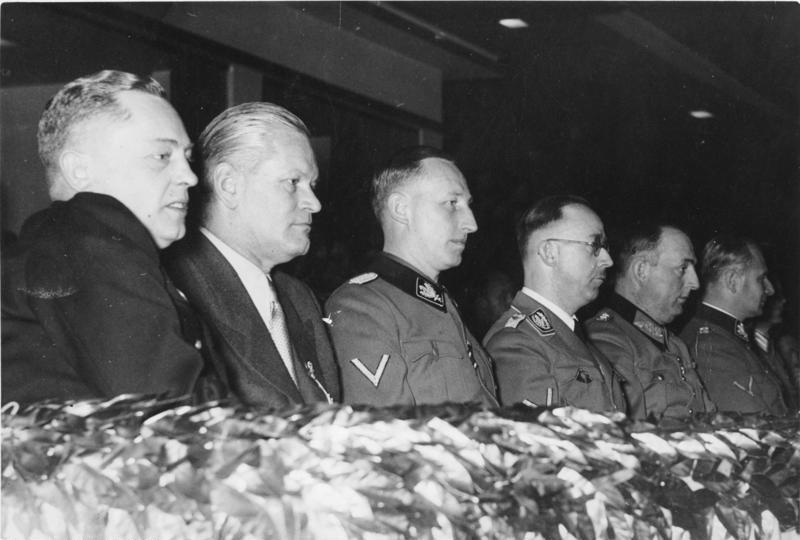
Algunos miembros del alto mando de las SS en Berlín, de izquierda a derecha (sin contar al primer individuo): Dr. Karl Ritter von Halt (sin uniforme), Reinhard Heydrich, Heinrich Himmler, Kurt Daluege, Karl Wolff.

Después de 1933 una carrera en las SS se volvió cada vez más atractiva para la élite social alemana, que comenzó a unirse al movimiento en gran número, generalmente motivada por el oportunismo político. En 1938, aproximadamente un tercio de los dirigentes de las SS eran miembros de la clase media alta. La tendencia se invirtió después de la primera contraofensiva soviética de 1942.
| Año       | Número de miembros                                 | Reichsführer-SS                                                  |
| --------- | -------------------------------------------------- | ---------------------------------------------------------------- |
| 1925      | 200[4]                                             | Julius Schreck[315]                                              |
| 1926      | 200[316]                                           | Joseph Berchtold[317]                                            |
| 1927      | 200[316]                                           | Erhard Heiden[316]                                               |
| 1928      | 280[318]                                           | Erhard Heiden[316]                                               |
| 1929      | 1000[319]                                          | Heinrich Himmler[320]                                            |
| 1930–1933 | 52.000[4] (Los nazis llegan al poder en 1933)[321] | Heinrich Himmler[320] (establecimiento de la Alemania nazi)[322] |
| 1934–1939 | 240.000[323]                                       | Heinrich Himmler[320]                                            |
| 1940–1944 | 800.000[324]                                       | Heinrich Himmler[320]                                            |
| 1944–1945 | Desconocido                                        | Heinrich Himmler[320] y Karl Hanke[325]                          |